# Чернышов, Виктор Николаевич
Виктор Николаевич Чернышов (30 сентября 1940, Солёное, Калмыцкая АССР — 12 августа 2010, Ростов-на-Дону) — педиатр, врач высшей категории; ректор Ростовского государственного медицинского университета (1986—2009).

## Биография
Виктор Николаевич Чернышов родился в 1940 году в селе Соленом Яшалтинского района Калмыцкой АССР. Его отец погиб на фронте в 1941 году.
В 1956 году окончил сельскую школу и поступил на педиатрический факультет Ростовского государственного медицинского института. В годы учебы, не имея, кроме стипендии, средств к существованию, работал санитаром в клинике. В 1962 году успешно окончил Ростовский мединститут. После окончания института три года работал врачом-педиатром в больнице Тацинского района Ростовской области.
В 1964—1967 годах учился в аспирантуре на кафедре детских болезней РГМИ. Защитил кандидатскую диссертацию.
В последующем работал в Ростовском государственном медицинском университете. Его трудовой путь: аспирант, ассистент, доцент, заведующий кафедрой детских болезней, заместитель декана педиатрического факультета, профессор кафедры детских болезней, проректор по учебной работе, ректор Ростовского государственного медицинского университета (1986—2009).
Область научных интересов: детская кардиология, детская аллергология и онкогематология, проблемы, связанные с аварией на Чернобыльской АЭС.
В. Н. Чернышов является автором около 400 научных и научно-методических трудов, включая монографии. За время работы подготовил к защите 2 докторских диссертации, 21 кандидатскую диссертацию.
В годы работы В. Н. Чернышова ректором в институте был открыт факультет «Высшее сестринское образование», факультет довузовского обучения, факультет военного обучения (2002), факультеты «Фармация» и «Стоматология» (2005), создана лаборатория медицинской генетики (2006), учебный военный центр по подготовке офицеров медицинской службы (2008).
Виктор Николаевич Чернышов скончался 12 октября 2010 года в Ростове-на-Дону.

## Семья
Жена, Чернышова Валентина Алексеевна — врач акушер-гинеколог; дочь, Шлык Ирина Викторовна — врач офтальмолог.

## Награды и звания
- «Заслуженный врач Республики Калмыкия»
- «Заслуженный врач Республики Ингушетия»
- «Отличник здравоохранения»
- «Заслуженный работник высшей школы РФ»,
- Награжден «Орденом Почёта» и медалью «Ветеран труда»